# Mærsk Mc-Kinney Møller

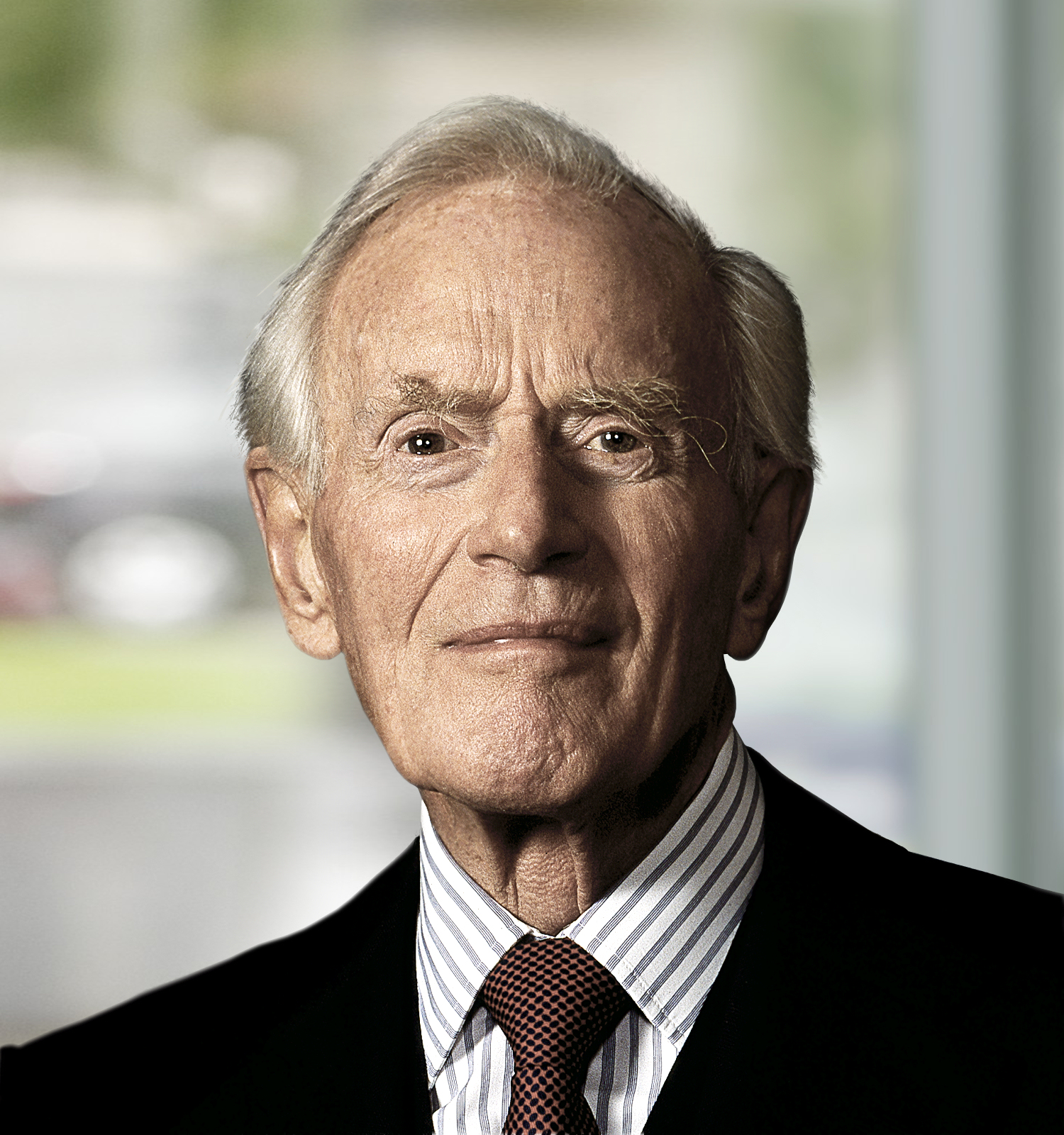
Arnold Mærsk Mc-Kinney Møller

Arnold Mærsk Mc-Kinney Møller (* 13. Juli 1913 in Hellerup; † 16. April 2012 Kopenhagen) war ein dänischer Reeder und Großindustrieller.

## Karriere
Nach dem Tode seines Vaters Arnold Peter Møller im Juni 1965 übernahm er die Leitung der in Familienbesitz befindlichen Reederei und führte das Unternehmen bis 1993 als Direktor und war dort bis 2003 Aufsichtsratsvorsitzender. Er baute die A.P. Møller-Mærsk-Gruppe zum größten Unternehmen in Skandinavien und zur größten Containerschiff-Reederei der Welt aus. Er hat drei Töchter, die am Unternehmen beteiligt sind: Leise Mærsk Mc-Kinney Møller (* 1941), Kirsten Mærsk Mc-Kinney Olufsen (* 1944) und Ane Mærsk Mc-Kinney Uggla (* 1948).
Die Expansion unter seiner Führung betraf den gesamten Schifffahrtsbereich, wie Verdichtung der Liniendienste, Einstieg in die Containerschifffahrt 1974, Bau und Betrieb eigener Containerterminals, Einstieg in die Off-shore-Technik 1967, Produkttanker und Gastanker, Schiffbau wie die Erweiterung und Modernisierung der Lindö Odense Yard, Erwerb und Modernisierung der Volkswerft Stralsund in Stralsund, Ölförderung seit 1967, Gründung der Airline Mærsk Air 1969, Aufbau der Supermarktketten wie Dansk Supermarked A/S, Netto A/S, Elektroindustrie, Autoteilefertigung, Kunststoffindustrie, Bau einer Containerfabrik in Tinglev 1988.
Er war Träger des dänischen Elefanten-Ordens und Vorsitzender des A.P. Møller og Hustru Chastine Mc-Kinney Møllers Fond til almene Formaal (A. P. Møllers und Gattin Chastine Mc-Kinney Møllers Stiftung für gemeinnützige Zwecke), der reichsten privaten Stiftung Dänemarks, deren Vermögen im Mai 2005 auf 100 Milliarden Kronen geschätzt wurde. Mit Geldern aus dieser Stiftung ließ Møller in Kopenhagen ein Opernhaus errichten, das wegen Møllers persönlicher Wahl von Ausstattung und Architektur kritisiert wurde.
2006 schenkte die Stiftung eine Gemeinschaftsschule mit gymnasialer Oberstufe an die dänische Minderheit in Südschleswig. Die Gemeinschaftsschule wurde am 1. September 2008 als A. P. Møller Skolen von Königin Margrethe II. und Schleswig-Holsteins Ministerpräsident Peter Harry Carstensen in Schleswig eröffnet. Es ist neben Duborg-Skolen in Flensburg die zweite dänische Gemeinschaftsschule mit gymnasialer Oberstufe in Deutschland. Im Jahr 2009 wurde aus Mitteln der Stiftung die Düppeler Mühle renoviert, die seit 1995 als Museum genutzt wird und als dänisches Nationalsymbol gilt.
Das Magazin Forbes listete ihn 2005 als Nummer 90 der reichsten Menschen der Welt. Møller galt als der mit Abstand reichste Einwohner Dänemarks.
Das Typschiff der Triple-E-Klasse, des größten Containerschiffstyps der Welt, wurde 2013 nach ihm benannt.